# Sentencia 164/2001 del Tribunal Constitucional de España
La Sentencia 164/2001 es una resolución dictada por el Pleno del Tribunal Constitucional de España y que declaró inconstitucionales, o interpretó de manera conforme a la Constitución, varios artículos de la Ley del Suelo de 1998 que invadían las competencias en materia de urbanismo de las comunidades autónomas y los ayuntamientos. Formuló un voto particular discrepante el magistrado Jiménez de Parga.
Se le atribuye haber frenado la liberalización del mercado del suelo en España.